# Аббас Лисани
Аббас Лисани (азерб. Abbas Lisani; род. 18 февраля, 1967, Ардебиль) — деятель азербайджанского национально-освободительного движения, общественно-культурный деятель, узник совести, поэт, писатель.
Из-за своей деятельности с 1997 года был неоднократно арестован. Только в 2006 году он четырежды был судим в течение 6 месяцев, приговорён к 30 месяцам тюрьмы, 50 ударам плетью и 3 годам ссылки. Причиной этому стало его участие в 2005 году в мероприятиях на съезде в крепости Бабек, на годовщине Конституционной революции, на церемониях у могилы Багир-хана в Тебризе, а также в Дне Национального восстания в мае 2006 года.
В последующие годы он также неоднократно арестовывался, подвергался давлению и ссылке. Различные международные организации, партии и активисты выступали с заявлениями в поддержку его освобождения. С 2007 года Amnesty International признала его узником совести. Для его освобождения были проведены многочисленные кампании по сбору подписей и протестные акции. Для защиты своих прав, а также прав других заключённых, он многократно проводил голодовки.
В феврале 2023 года был освобождён из тюрьмы Ардебиля и сослан в город Йезд. Однако он заявил о своей невиновности и, не подчиняясь приговору о ссылке, вернулся в город Ардебиль.

## Жизнь

### Ранние годы и деятельность
Аббас Асад оглы Лисани родился в 1968 году в Ардебиле.
С 1997 года он неоднократно арестовывался за свою национально-культурную деятельность. 25 августа 2003 года он был арестован за участие на съезде в крепости Бабек. 18 сентября 2003 года он был освобожден под залог в размере 50 миллионов риалов.

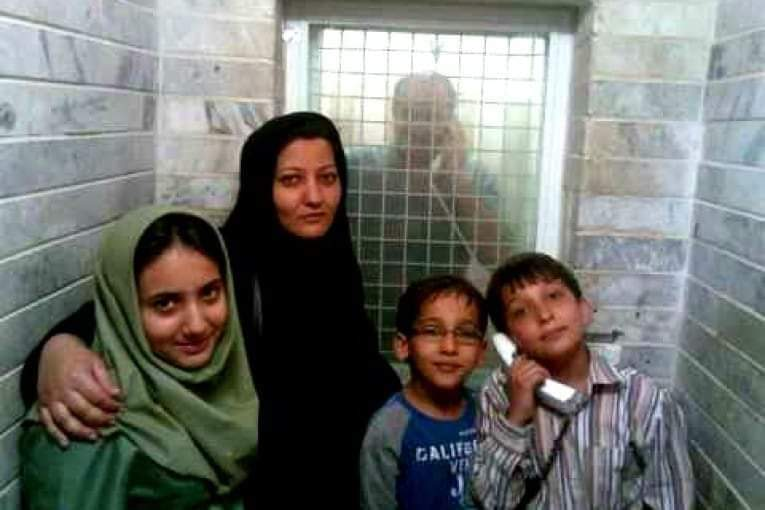
Аббас Лисани и его семья в тюрьме. 2007 год.

В июне 2004 года представители Армянской Республики приехали в Ардебиль с целью экономического сотрудничества и инвестиций. После того как было обнаружено, что в составе армянской делегации находились представители из оккупированных Карабахских территорий Азербайджанской Республики, местное население выразило протест. Впоследствии они объявили сидячую акцию в мечети Сарчешме в Ардебиле. Аббас Лисани был арестован 22 июня 2004 года за участие в сидячей акции в мечети Сарчешме в Ардебиле. Силы безопасности, напавшие на мечеть, избили Аббаса Лисани, накрыли его рот и нос одеялом, пока он не потерял сознание. В результате избиения у него были сломаны несколько рёбер и нос, повреждены левое лёгкое и левая почка. Позже он был помещён в одиночную камеру в неизвестном месте на два дня. После того как его доставили в 7-й отдел Ардебильского революционного суда, было принято решение о его содержании под стражей ещё на месяц. Затем Лисани был помещён в одиночную камеру в тюрьме Ардебиля. Несмотря на многочисленные просьбы о медицинской помощи и голодовки, его требования не были удовлетворены. 22 июля 2004 года он был освобождён под залог в размере 200 миллионов риалов. Позже он был оштрафован на 800 тысяч риалов и приговорен к 15 ударам плетью за «нарушение общественного порядка».
В 2005 году он был арестован за участие в церемонии на могиле Багир-хана в Тебризе по случаю годовщины Конституционной революции. 6 августа 1-й отдел Ардебильского революционного суда постановил отправить Аббаса Лисани в ссылку на один год в Хузестан. Его обвинили в пантюркизме, деятельности против национальной безопасности, пропаганде против системы и публикации календаря на азербайджанском языке. Аббас Лисани подал апелляцию на это решение. Его дело сначала было отправлено в Верховный суд в Тегеране, а затем направлено в Келейберэ для повторного рассмотрения. Суд отменил решение о ссылке и приговорил его к одному году тюремного заключения.

### 2006—2014 годы
27 мая 2006 года он участвовал в акции в Ардебиле, в которой приняли участие десятки тысяч людей в рамках Дня национального восстания. Здесь начались столкновения между полицейскими и протестующими, и полиция открыла огонь по демонстрантам. Многие люди были тяжело ранены, и по меньшей мере 150 человек были арестованы. Полицейские также попытались арестовать Аббаса Лисани, но протестующие оказали сопротивление и предотвратили его арест. Позже, 3 июня 2006 года, он был арестован за участие в Дне национального восстания. 30 человек в гражданской одежде ворвались в его дом без ордера на арест и избили его на глазах у детей и жены, после чего арестовали. Кроме того, они изъяли книги, мобильные телефоны, компьютер и различные видеодиски. До 7 июня никто не знал, где он содержится. Лишь 7 июня, после того как ему разрешили позвонить семье, стало известно, что он находится в одиночной камере Ардебильской тюрьмы и объявил голодовку. После 58 дней голодовки ему разрешили встретиться с семьей, и 30 июля он прекратил голодовку.
В сентябре 2006 года перед зданием суда в Ардебиле прошла акция с требованием освобождения политических заключённых. На акции были арестованы несколько человек, включая Фазаила Азизийана. Его беременная жена Кубра Гурбанзаде, пришедшая в тюрьму навестить своего мужа, также была задержана за участие в акции. Фазаил Азизийан объявил голодовку в знак протеста против несправедливого ареста его жены, которая была на третьем месяце беременности. Другие заключённые присоединились к голодовке в знак солидарности. Хотя до его освобождения оставалось всего четыре дня, Аббас Лисани также начал голодовку 22 сентября. После освобождения Кубры Гурбанзаде голодовка была прекращена.

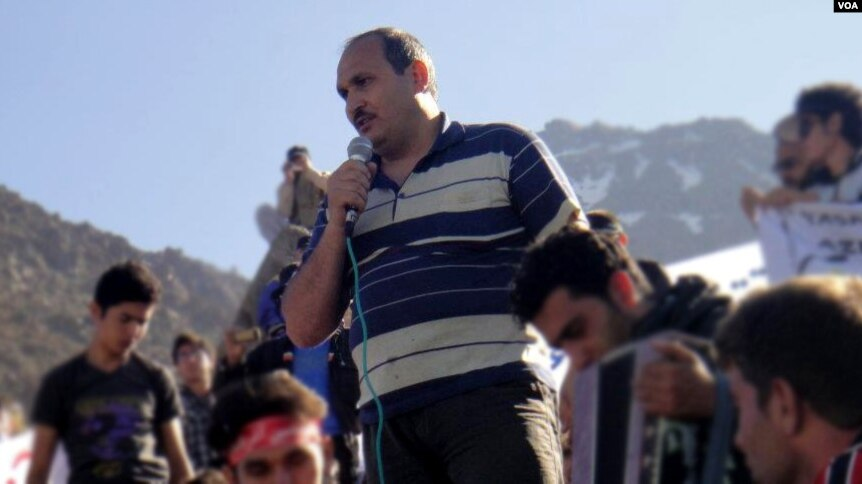
Аббас Лисани на конгрессе в замке Бабек.

На следующий день после выхода из тюрьмы, 27 сентября 2006 года, суд в Ардебиле приговорил Аббаса Лисани к 16 месяцам тюремного заключения и 50 ударам плетью за участие в Дне Национального восстания. 26 октября 2006 года Аббас Лисани подал апелляцию на это решение. 31 октября 2006 года он был снова арестован. 1 января 2007 года он начал голодовку в знак протеста против давления на его семью со стороны иранских властей и отказа в краткосрочном освобождении, которое предоставляется другим заключенным в Иране. С 18 января, чтобы усилить давление, его содержали в одиночной, неотапливаемой камере в зимний период. Несмотря на это, он продолжал голодовку.
В марте 2007 года для оказания дополнительного давления, Аббаса Лисани и другого южноазербайджанского национального активиста Бехруза Ализаде перевели в 7-й корпус, где содержались торговцы оружием и наркоторговцы.
Во время нахождения в тюрьме он был под пристальным вниманием. В камерах, где он содержался, были установлены скрытые камеры, каждое его действие отслеживалось. С целью изоляции его от других, заключённые, которые общались с Аббасом Лисани, подвергались суровым наказаниям. В мае 2007 года Аббас Лисани отправил из тюрьмы обращение, в котором подчеркивал важность совместной борьбы против нарушений прав и репрессий, приуроченных к годовщине Дня национального восстания, и призывал людей присоединиться к акциям. 4 марта 2008 года его перевели из тюрьмы Ардебиля в тюрьму Язда. Вечером 10 сентября 2008 года он принял участие в ифтаре, организованном в доме Сайяда Мохаммадиана в Тегеране. Во время рейда, проведенного сотрудниками иранских спецслужб, были арестованы 17 человек. Среди арестованных были жена и трое детей Аббаса Лисани. Он был освобожден 29 октября 2008 года.
В декабре 2009 года он принял участие в похоронной церемонии Чингиза Бахтавара. В конце похорон 50-60 сотрудников иранских служб безопасности в чёрной одежде напали на участников церемонии и избили их. Среди избитых был и Аббас Лисани. 20 человек были арестованы. Перед похоронами несколько азербайджанских национальных активистов получили звонки от сотрудников Министерства разведки с требованием не участвовать в церемонии. После похорон Аббас Лисани также получил звонок с угрозой, что если он не покинет Тебриз, его тело будет отправлено в Ардебиль для похорон.
В 2011 году в городах, населённых южными азербайджанцами, прошли несколько протестных акций против высыхания озера Урмия. После этих акций в Ардебиле были арестованы десятки национальных активистов. Аббас Лисани был задержан 9 сентября на своем рабочем месте после участия в протестах 3 сентября в Ардебиле, связанных с экологической ситуацией озера Урмия. В его доме был проведен обыск, конфискованы компьютер, книги, ряд рукописей и личные вещи. В течение нескольких дней после ареста его родственники не могли получить никакой информации о его состоянии. В знак протеста против незаконного задержания Аббас Лисани начал голодовку. Позже другие национальные культурные активисты, арестованные за участие в последних акциях, также присоединились к голодовке. Жена Аббаса Лисани, Ругайя Ализаде, пыталась нанять ему адвоката в течение двух недель, но ей не позволили это сделать. Когда она обратилась в Ардебильский революционный суд с просьбой назначить адвоката для Аббаса Лисани, она столкнулась с грубым обращением со стороны чиновников. Сотрудники Министерства разведки пригрозили ей арестом, если она снова придет в их офис. Кроме того, ей было запрещено давать какую-либо информацию о состоянии Аббаса Лисани местным и, в особенности, зарубежным СМИ. Аббас Лисани прекратил голодовку через 16 дней. Он позвонил своей жене и сообщил, что если с ним что-то случится, то это не будет связано с голодовкой. Он незаконно содержался в одиночной камере в течение двух месяцев. Семьи молодых людей, арестованных во время протестов в поддержку озера Урмия в Ардебиле, были вызваны в офис Министерства разведки. Некоторых из них вынудили написать доносы против Аббаса Лисани. 7 ноября 2011 года Аббас Лисани был освобожден под залог в 100 тысяч долларов США по решению Ардебильского революционного суда.

### 2014—2017 годы
20 февраля 2014 года национальные активисты из различных городов Южного Азербайджана собрались в доме Акбара Абулзаде в Ахаре на мероприятие, посвящённое Международному дню родного языка. До завершения церемонии сотрудники иранских спецслужб ворвались в дом и попытались задержать хозяина дома. Однако, так как они не предъявили судебного ордера, между офицерами и активистами возник конфликт. После этого на место происшествия прибыли 20 полицейских машин, и более 100 участников мероприятия были задержаны. Некоторые из задержанных были освобождены через несколько часов, но другие оставались под стражей более длительное время, подвергаясь избиениям и унижениям. Среди арестованных были Аббас Лисани, Салех Молла Аббаси, Ибрагим Савалан, Ибрагим Нури, Бехзад Абди, Акбар Абулзаде и Аббас Незери, которые были доставлены в тюрьму Министерства разведки. Там Аббас Лисани и несколько других человек подверглись пыткам. Позже они направили по этому поводу письмо прокурору Ахарской юстиции.
В апреле 2015 года Ардебильский революционный суд приговорил Аббаса Лисани к одному году лишения свободы, обвинив его в регулярном сотрудничестве с «сепаратистскими группами за рубежом и Günaz TV» и в «пропаганде против режима» за статью, в которой он обсуждал необходимость светского режима.
В июле 2015 года 300 южноазербайджанских активистов подписали заявление в поддержку уйгуров. В заявлении, подписанном Аббасом Лисани, Хасаном Демирчи, Хасаном Рашиди, Акбаром Азадом и Абдулазизом Азими Гадими, они обратились к юристам Азербайджанской Республики, Турции и Ирана с просьбой вынести проблемы уйгуров на рассмотрение международных судов.
22 июля 2015 года Аббас Лисани был задержан по пути из дома на работу. После задержания его вновь перевели в седьмое отделение Ардебильской тюрьмы, где содержатся наркозависимые и осужденные по уголовным обвинениям, чтобы оказать на него давление. После перевода Аббаса Лисани в это отделение заключённым запретили выходить на прогулку, телефонные аппараты в отделении перестали работать, а встречи с семьями были запрещены. 25 июля Аббас Лисани начал голодовку в знак протеста против нарушения прав заключенных и передачи перевала Хейран, расположенного в Ардебильском регионе, в провинцию Гилян. 26 июля спецназ оказал на него физическое и психологическое давление в седьмом отделении Ардебильской тюрьмы. Двое заключённых-белуджей, которые поддерживали Аббаса Лисани, также подверглись избиению. В период заключения Аббас Лисани неоднократно угрожали ссылкой. В сентябре 2015 года он начал голодовку в знак протеста против отказа в свидании с семьей. Администрация тюрьмы угрожала сослать его в отдалённую тюрьму, если он не прекратит голодовку.
После оскорбительного для азербайджанцев детского шоу, показанного на государственном телеканале Ирана в программе «Фитилэ», с 9 ноября 2015 года южные азербайджанцы начали протесты в различных городах Ирана. В поддержку этих протестов Аббас Лисани также начал голодовку в тюрьме. В ответ его перевели из Ардебильской тюрьмы в тюрьму Адилабад в Ширазе. Несмотря на ссылку, он продолжал голодовку и там.
В декабре 2015 года 1046 тюркских активистов, проживающих в Иране и Южном Азербайджане, подписали заявление в поддержку туркманов Сирии, протестуя против их геноцида. Среди подписавших был и Аббас Лисани.
В феврале 2016 года Аббас Лисани, находящийся в тюрьме в Ширазе, и Юруш Мехралибейли, Хусейн Али Мохаммади, Муртаза Мурадпур и Расул Резеви, находящиеся в тюрьме в Тебризе, провели голодовку с 19 по 21 февраля в честь Международного дня родного языка. Они протестовали против отсутствия образования на азербайджанском языке в Иране.
18 мая 2016 года срок заключения Аббаса Лисани закончился, но его не освободили. В знак протеста 19 мая Аббас Лисани начал голодовку. В тот же день заключённые Юруш Мехралибейли, Расул Резеви, Хусейн Али Мохаммади, Муртаза Мурадпур, Латиф Хасани и несколько других национальных культурных активистов в Тебризской центральной тюрьме, тюрьме Ардебиля и тюрьме Реджайи-Шар в Кередже также начали голодовку, заявив о поддержке Лисани. 25 мая 2016 года его временно освободили под залог.
7 ноября 2016 года Аббас Лисани был снова арестован на суде и переведен в центральную тюрьму города Хияв. Причиной ареста стала его речь на свадьбе национального активиста Айдына Закири. Революционный суд Мешкина обвинил его в пантюркизме и «пропаганде против режима». Считая этот арест необоснованным, Аббас Лисани обратился в апелляционный суд. В 2017 году апелляционный суд Ардебиля отменил первоначальный приговор и оправдал Аббаса Лисани.
В августе 2017 года 40 азербайджанских правозащитников были вызваны в суд города Ахар. Среди этих активистов был и Аббас Лисани, они были коллективно осуждены. В октябре 2017 года Аббас Лисани снова был вызван в суд.

### 2018—2020 годы
2 июля 2018 года Аббас Лисани был арестован перед ежегодным съездом на крепости Бабека, чтобы предотвратить его участие на съезде. В знак протеста против ареста он начал голодовку. 14 июля его освободили из Тебризской центральной тюрьмы под залог в размере 500 миллионов риалов. 16 сентября 2018 года его вызвали в Революционный суд Тебриза. Однако, поскольку вызов был сделан через SMS, а не на официальном бланке, он отказался явиться в суд. Позднее, 31 декабря 2018 года, Аббас Лисани получил SMS от Революционного суда Ардебиля, в котором сообщалось, что он приговорен к 10 месяцам заключения.

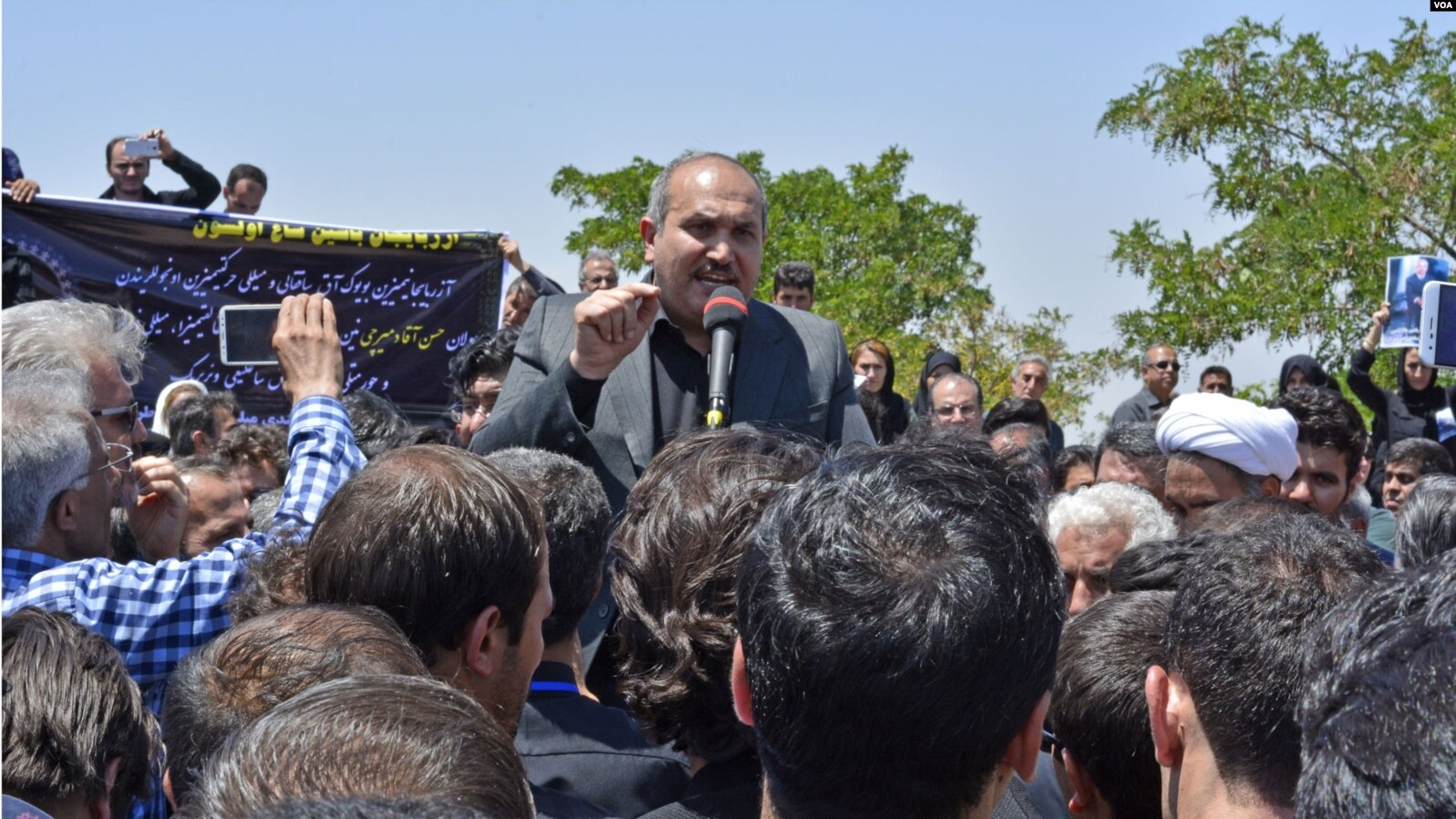
Аббас Лисани на похоронах Хасана Демирчи 25 июня 2018 года.

В январе 2019 года в городе, где он жил, Аббас Лисани был арестован силами безопасности и отправлен в Тебризскую тюрьму. Причину его ареста Аббас Лисани описал следующим образом:
Есть два обвинения. Я был там на похоронах Хасана-аги Демирчи, нашего старейшины, национального активиста. Министерство разведки велело мне не выступать на похоронах, но люди хотели, чтобы я выступил. Я вышел и говорил минут 10-12. В моей речи не было ничего против порядка и режима. Там я только говорил о Хасане ага Демирчи, об Азербайджане. Что здесь может быть против порядка? Но если они так думают, пусть будет так. Я буду говорить. Второе обвинение связано с маршем к крепости Бабека в прошлом году. В своей речи там я сказал, что мы должны быть сильными, мы должны быть в контакте с нацией, и одним из мест, где мы будем контактировать с ней, является крепость Бабека, и мы должны собраться здесь вместе. Они восприняли то, что я сказал, как призыв. Тогда было задержано около ста человек, в том числе и я. Несмотря на это, встреча продолжилась в крепости Бабека. То есть меня обвиняют в том, что я занимался призывом, и в крепости Бабека, и в своих выступлениях на похоронах Демирчи. Это ложные обвинения. Это не вписывается в закон. Ежегодно было и будет шествие к крепости Бабека. Предотвратить это будет невозможно. В конституции также записано, что каждый гражданин имеет право организовываться и собираться.
После отправки в тюрьму Тебриза 5 января Аббас Лисани, заявив, что судить заочно без направления официальной повестки незаконно. Суд Тебриза удовлетворил протест Аббаса Лисани и временно приостановил исполнение приговора. Судья Ахраби подписал приговор о временном освобождении Лисани под гражданско-правовой залог в 100 миллионов томанов и повторном судебном заседании 15 января. Лисани, прибывший в Революционный суд Тебриза 15 января, был арестован силами безопасности после заседания. Через несколько дней в Ардебильском революционном суде предстали перед судом ещё пятеро близких к нему активистов. Рахима Голами, Асгара Акбарзаде, Али Васиги, Мехди Хушманда и Саида Садигифара обвинили в «организации незаконной группировки с целью подорвать безопасность страны». Позже Лисани, переведенный в тюрьму Ардебиль, начал голодовку в знак протеста против своего ареста.
21 февраля 2019 года, по случаю Всемирного дня родного языка, Аббас Лисани, отбывающий наказание в тюрьме Ардебиль, Латиф Хасани, отбывающий наказание в тюрьме Карадж, Сиямек Мирзаи и Ибрагим Нури, отбывающие приговор в тегеранской тюрьме Эвин, и Амир Саттари, отбывающий наказание в тюрьме Тебриза, вместе начали пятидневную голодовку. Они провели эту голодовку в знак протеста против отсутствия образования на азербайджанском языке в Иране.
10 марта 2019 года Лисани был доставлен в суд в Ардебиле. Аббас Лисани отказался носить тюремную форму, когда его доставили из тюрьмы в суд, и заявил, что это неуважение к его человеческому достоинству. Поэтому правоохранительные органы доставили его в суд, закованным в руках и ногах наручниках. Аббас Лисани требуя от суда, чтобы его защита велась на азербайджанском языке, защищался на своём родном языке.
13 апреля 2019 г. Апелляционный суд провинции Восточного Азербайджана рассмотрел апелляцию Аббаса Лисани на приговор к 10 месяцам тюремного заключения, вынесенный Революционным судом Тебриза в феврале. Аббаса Лисани не допущен на суд. Позже 26-е отделение Апелляционного суда вынесло решение, что приговор политическому активисту к тюремному заключению соответствует «шариату и нормам закона».
8 июля 2019 года Революционный суд Ардебиля приговорил Аббаса Лисани к 8 годам лишения свободы по обвинению в «подстрекательстве населения Западного Азербайджана к вооружению», «создании незаконной группировки» и «пропаганде против системы». Кроме того, он был приговорен к 2 годам ссылки в Йезд вместе с семьей. Аббас Лисани не согласился с этим решением и подал апелляцию. 13 сентября 2019 года Аббас Лисани был вызван в апелляционный суд. 16 сентября апелляционный суд провинции Ардебиль рассмотрел жалобу Аббаса Лисани. В ходе судебного заседания Аббас Лисани зачитал свое «защитное заявление», подготовленное на азербайджанском языке. Он сказал:
Если у вас есть справедливость и честность, если вы считаете себя правыми в предъявленных обвинениях и занимаемых позициях, откройте двери! Проведите суд в открытом формате, чтобы народ и весь мир могли сами принять решение!
Несмотря на то, что по первоначальному приговору он был оправдан по двум статьям обвинения, позже эти два обвинения были снова добавлены к его делу, и срок заключения увеличился с 8 до 15 лет. Некоторые полагают, что Аббаса Лисани приговорили к более суровому наказанию из-за того, что он защищал себя на родном языке на суде. После увеличения срока заключения Аббас Лисани подал апелляцию в Верховный суд Ирана на решение суда. Однако Верховный суд оставил без изменений приговор Ардебильского суда о 15 годах лишения свободы. 20 октября адвокат Аббаса Лисани, Мохаммедреза Фагихи, был арестован. Фагихи был задержан в прокуратуре Ардебиля после встречи с Аббасом Лисани утром. Мохаммедреза Фагихи был признан виновным 102-й секцией Ардебильского суда в «разглашении секретных судебных документов» и приговорен к 6 месяцам заключения. В марте 2020 года Мохаммедреза Фагихи был оправдан. В июле 2020 года Верховный суд Ирана отклонил кассационную жалобу Аббаса Лисани, оставив в силе приговор Ардебильского суда о 15 годах лишения свободы. Несмотря на то что во время пандемии COVID-19 многих заключенных временно освобождали из-за риска распространения вируса, Аббасу Лисани это разрешение не было предоставлено. Ему также не позволили взять отпуск на несколько дней, чтобы присутствовать на похоронах и поминках своего брата.
После начала Второй Карабахской войны 27 сентября 2020 года Аббасу Лисани запретили встречаться с близкими и звонить по телефону. Позже, 13 ноября, этот запрет был снова введен в исполнение. 20 ноября 2020 года, находясь в 7-м отделении Ардебильской тюрьмы, Аббас Лисани провел 5-часовую сидячую акцию протеста в офисе надзирателя тюрьмы в знак протеста против наложенных на него ограничений. Сообщается, что эти ограничения были введены по инициативе начальника Разведывательного управления провинции Ардебиль, генерального директора судебной системы провинции Насира Этэбати и прокурора Ардебиля Сеида Абдуллы Тэбатэбаи. После акции Аббасу Лисани разрешили встречи с родственниками, но запрет на телефонные звонки не был снят.

## После 2020 года
13 января 2021 года национальный культурный активист Юсиф Кари, находящийся в тюрьме, начал голодовку. Он заявил, что это было в знак протеста против плохого обращения заместителя прокурора, курирующего тюрьму, и перевода его из своего блока в карантинный блок. В знак поддержки 18 января Аббас Лисани, находящийся в тюрьме Ардебиля, также начал голодовку. Позже, чтобы поддержать Юсифа Кари, к голодовке присоединились Сиямак Мирзаи, находящийся в тегеранской тюрьме Эвин, а также братья Али и Рза Васиги, находящиеся в тюрьме Ардебиля. Аббас Лисани начал сухую голодовку с 20 января. Юсиф Кари, начавший сухую голодовку 17 января, прекратил её ночью 20 января, когда его вернули из карантинного блока в его блок. После этого азербайджанские национальные активисты, поддержавшие его голодовку, также прекратили свои акции.

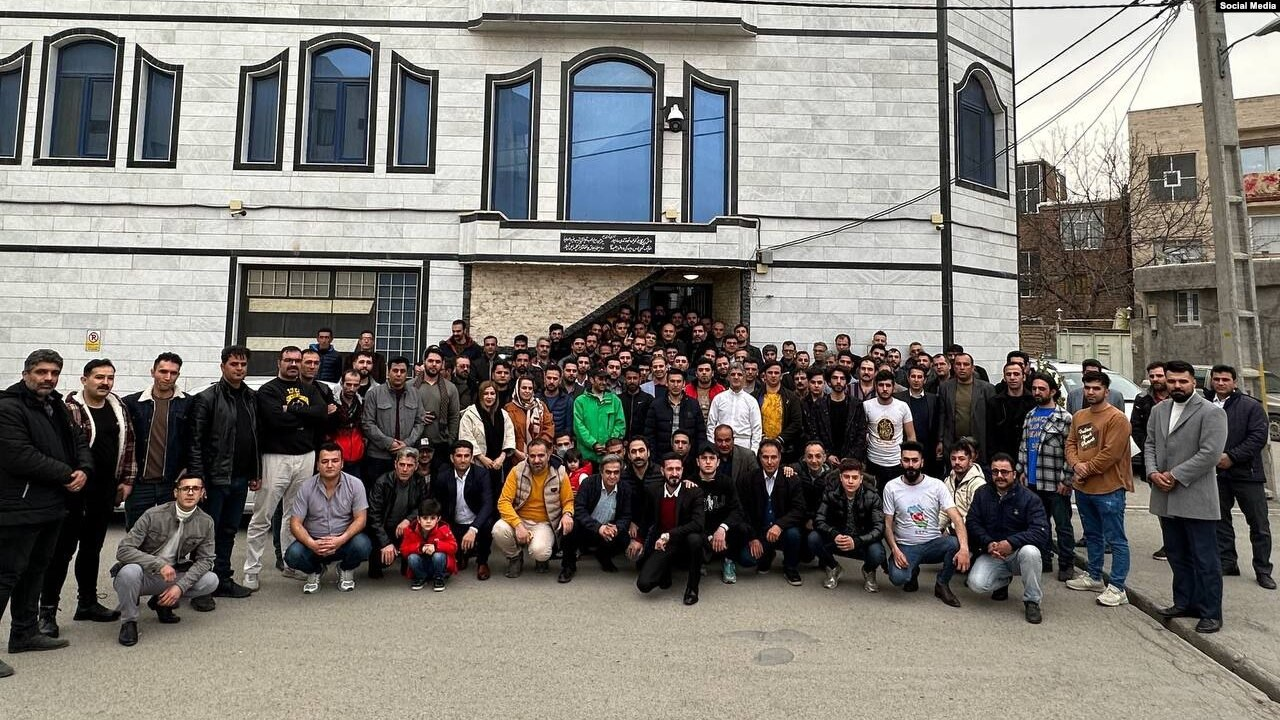
Граждане, пришедшие в дом Аббаса Лисани, чтобы поддержать его.

В мае 2021 года, находясь в тюрьме, у Лисани начались сильные боли в спине и коленях. Лекарства и лечение, назначенные тюремными врачами, не помогли, и 25 мая его перевели в больницу. Однако в тот же день после обследования его вернули обратно в тюрьму.
12 июня 2021 года он начал голодовку в знак протеста против давления, оказываемого на заключенных тюремными властями. По законам Ирана, политические заключенные должны содержаться отдельно от других заключенных. Однако в Иране суды и тюрьмы классифицируют граждан, занимающихся политической и общественной деятельностью, как «безопасностных заключенных», не соблюдая этот закон. В результате их помещают в камеры с осужденными за опасные и тяжкие преступления, усиливая психологическое давление. В знак поддержки Аббаса Лисани Юсиф Кари также начал голодовку. С 13 июня оба отказались от воды, начав сухую голодовку. 13 июня к голодовке присоединились братья Али и Рза Васиги и Мехрдад Шейхи, находящиеся в тюрьме Ардебиля. Пять южноазербайджанских национальных активистов, начавших голодовку, были переведены в карантинный блок тюрьмы и им запретили звонить родственникам. 14 июня, чтобы поддержать голодающих заключенных, национальные культурные активисты Сиямак Мирзаи, Киянуш Асдани и Бехнам Шейхи, отбывающие наказание в тюрьме Эвин в Тегеране, также начали голодовку. Позже к ним присоединились Халид Пирзаде, Хусейн Хашими и Мохаммад Туркмани, отбывающие наказание в Тегеране. 16 июня Сиямак Мирзаи, Киянуш Асдани и Товхид Амир Амини, поддерживающие голодовку в тюрьме Эвин в Тегеране, были переведены в следственный изолятор Министерства разведки и допрашивались в течение 3 часов. Позже тюремное руководство удовлетворило требования Аббаса Лисани, вывело осужденных за опасные и тяжкие преступления из 7-го блока, где содержались политические заключенные, и национальные культурные активисты прекратили свои голодовки. 24 июня братья Али и Рза Васиги, переведенные в карантинный блок из-за голодовки, были возвращены в свои прежние блоки.
30 августа 2021 года он был отпущен на четыре дня для лечения под залог в размере 800 миллионов томанов. 3 сентября 2021 года его вновь вернули в тюрьму.
22 сентября 2021 года Алирза Фарши объявил о начале трёхдневной голодовки в знак протеста против жестоких и несправедливых приговоров судей иранских судов, а также против лишения возможности получать образование на родном языке в школах для азербайджанцев. Позже политический заключённый Аббас Лисани и ещё 7 заключённых присоединились к этой акции в поддержку Алирзе Фарши.
В октябре 2021 года, Аббас Лисани, страдающий от сердечно-сосудистой недостаточности и высокого кровяного давления, был доставлен на обследование в клинику за пределами тюрьмы. Позже, 4 ноября, его перевезли на медицинское обследование в судебно-медицинскую экспертизу Ардебиля. Сообщается, что его обследовали из-за необходимости срочной операции на позвоночнике и представления результатов анализов. 24 января 2022 года его снова доставили на обследование в судебно-медицинскую экспертизу Ардебиля. В заключении медицинской экспертной комиссии было указано на необходимость операции для лечения грыжи межпозвонковых дисков поясничного отдела Лисани. По этой причине Аббас Лисани был освобожден на шесть месяцев для лечения вне тюрьмы с 13 февраля 2022 года. После освобождения его навещали южноазербайджанские национальные активисты из городов Тебриз, Урмия, Ардебиль, Парсабад и Хияв 15, 20 и 25 февраля. 9 апреля 2022 года Аббас Лисани перенес на грыже межпозвоночного диска в больнице Валиаср в Тебризе. Вторая аналогичная операция была проведена 24 мая. Несмотря на требование и заключение медицинской экспертизы, прокурор Ардебиля не продлил медицинский отпуск Аббаса Лисани, и 27 августа он был возвращен в тюрьму Ардебиля.
21 февраля 2023 года южноазербайджанский национальный активист был освобожден из тюрьмы Ардебиля после объявления судебной системой «общей амнистии» и сразу же сослан в город Йезд. Однако он не подчинился приказу о ссылке и вернулся в город Ардебиль, где его встретили национальные активисты.

## Давление на его семью
31 октября 2006 года, после повторного ареста Аббаса Лисани, его жена Ругейя Лисани дала интервью нескольким новостным сайтам по поводу этого события. Из-за распространения информации о его аресте и интервью для нескольких зарубежных сайтов, Ругейе Лисани также угрожали арестом.
В мае 2007 года был арестован племянник Аббаса Лисани, Мехди Мохаммадпур.
10 сентября 2008 года вечером, сотрудники иранских спецслужб совершили рейд на ифтар, организованный в доме Сеййада Мохаммадиана. Более 20 гостей, включая членов семьи Аббаса Лисани, его жену Ругейю Лисани и сыновей Атиллу Лисани и Октая Лисани, были задержаны. Члены семьи Аббаса Лисани были освобождены после нескольких часов допроса.
9 сентября 2011 года, после ареста Аббаса Лисани, 13 сентября был арестован его племянник Мехди Мохаммадпур.
В феврале 2016 года жена Аббаса Лисани, Ругейя Ализаде, и двое их сыновей были вызваны во второй отдел Ардебильского суда. В копии судебного документа, отправленного ей, не было указано, почему она вызвана в суд, однако её предупредили, что она будет взята под стражу, если не явится в течение пяти дней. 23 февраля 2016 года жена и двое сыновей Аббаса Лисани были допрошены во втором отделе Ардебильского суда. Они отказались отвечать на вопросы суда, посчитав их неуместными, и отказались подписывать судебные документы.
8 октября 2020 года автомобиль, принадлежащий семье Аббаса Лисани, был подожжён неизвестными лицами.
В ноябре 2020 года сын Аббаса Лисани, Октай Лисани, был обвинён Управлением по надзору за общественным питанием Ардебиля в «беспокойстве общественного мнения» за раздачу сладостей в честь освобождения Шуши 9 ноября и ему было запрещено продолжать работу на ардебильском рынке.

## Протесты против его ареста
В январе 2007 года Комитет по защите прав азербайджанцев мира (DAHMK) обратился к Верховному комиссару ООН по правам человека с требованием освободить Аббаса Лисани.
1 февраля 2007 года Amnesty International признала Аббаса Лисани узником совести.
1 февраля 2007 года представитель Государственного департамента США Шон МакКормак заявил, что Госдепартамент обеспокоен состоянием иранского азербайджанца Аббаса Лисани, арестованного в Иране, и что в тюрьме на него оказывается физическое давление. В дальнейшем в заявлении Госдепартамента говорится, что иранский режим запрещает обучение на азербайджанском языке в школах, преследует южноазербайджанских активистов и несправедливо арестовывает таких людей, как господин Лисани, которые защищают свои культурные и языковые права.
В феврале 2007 года член комиссии по международным делам шведского парламента, депутат Христианско-демократической партии Холгер Густафссон обратился к президенту Ирана Махмуду Ахмадинежаду с просьбой освободить Аббаса Лисани.
В феврале 2007 года член Европейского парламента Карл Шлитер обратился к Али Хаменеи с просьбой освободить Аббаса Лисани. В своем обращении он подчеркнул проблемы, связанные с условиями содержания Лисани, его здоровьем и давлением на его семью.
6 марта 2007 года Государственный департамент США представил отчет о ситуации с правами человека за 2006 год. В этом отчете говорится о нарушении прав на родной язык у азербайджанцев в Иране, политических арестах и преследованиях, включая арест Аббаса Лисани.

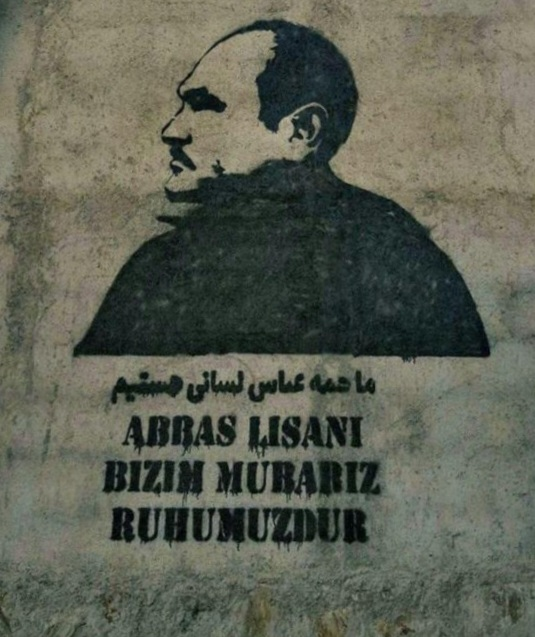
Граффити, написанная в Тебризе в поддержку Аббаса Лисани.

В марте 2008 года в Лондоне перед зданием Би-би-си прошёл митинг Ассоциации южных азербайджанцев. Участники митинга требовали освободить Аббаса Лисани. Они держали плакаты с надписями: «30 миллионов азербайджанских тюрок подвергаются репрессиям иранского режима!», «Азербайджанский язык должен быть официальным языком в Южном Азербайджане!», «Прекратите пытки узников совести!». В течение двухчасовой акции участники раздавали прохожим листовки на английском языке о ситуации с арестом Аббаса Лисани и положении южных азербайджанцев в Иране.
29 августа 2015 года на стадионе Тахти в Ардебиле состоялся футбольный матч между командой «Шэхрдари» из Ардебиля и клубом «Гити Песенд» из Исфахана. Ардебильские болельщики, пришедшие на игру, требовали освобождения Аббаса Лисани, скандируя лозунг «Пусть наша страна процветает — Лисани должен быть свободен».
10 сентября 2015 года Мустафа Парвин, Салех Пычганлы, Товхид Амир Амини, Муртаза Парвин и Мейсам Джолани были арестованы силами безопасности Ирана на стадионе Тахти в Ардебиле во время футбольного матча. Причиной их ареста стало то, что они подняли плакаты с поддержкой Аббаса Лисани и других политических заключенных, а также скандировали национальные лозунги. Каждый из них был приговорен к трем месяцам тюремного заключения и 30 ударам плетью. Согласно решению суда, 30 ударов плетью должны были быть нанесены в последний день трехмесячного срока заключения, однако приговор был приведен в исполнение в первые дни их нахождения в тюрьме.
В 2019 году группа людей, поддерживающих Аббаса Лисани, выпустила книгу под названием «Крик свободы», в которой собраны его стихи, статьи, выступления на суде и интервью.
В 2019 году Аббас Лисани начал голодовку в знак протеста против своего ареста, что побудило южноазербайджанских национальных активистов начать кампанию «Поддержка Аббасу Лисани». 4 февраля 2019 года председатель Движения за демократию и благосостояние Азербайджана (ADR) Губад Ибадоглу потребовал освобождения Аббаса Лисани и призвал всех поддержать его. 5 февраля партия Мусават (Азербайджанская Республика) выпустила заявление с требованием безоговорочного освобождения Аббаса Лисани и всех национальных активистов, содержащихся в иранских тюрьмах. Наряду с заявлением партии, председатель Ариф Гаджылы осудил преследование южноазербайджанских национальных активистов в Иране и потребовал освобождения Аббаса Лисани. 7 февраля сопредседатель Конгресса азербайджанцев мира Сабир Рустамханлы потребовал немедленного освобождения Аббаса Лисани и других несправедливо арестованных вместе с ним, а также выполнения национальных, политических и экономических требований азербайджанцев в Иране. 10 февраля правозащитники Мустафа Парвин, Мехди Дустдар и Рахим Неврузи, поддержавшие кампанию «Поддержка Аббасу Лисани», подверглись обыску в своих домах, а Али Васиги и Мазахир Меали — на своих рабочих местах силами безопасности.
10 июля 2019 года перед посольством Ирана в Баку состоялась акция, организованная Организацией националистической молодежи (MGT) в защиту прав Аббаса Лисани и других национальных активистов, находящихся под стражей. Участники акции скандировали лозунги «Свободу нашим соотечественникам!», «Южный Азербайджан — это не Иран!», «Азербайджан будет един, столицей будет Тебриз!» и другие, после чего они ознакомились с текстом резолюции перед посольством.
17 июля 2019 года активисты партии Мусават попытались провести пикет перед посольством Ирана. В резолюции акции требовалось прекратить военное сотрудничество с Арменией, отменить соглашение о совместном производстве оружия и освободить Аббаса Лисани и других активистов, а также прекратить этническую дискриминацию.

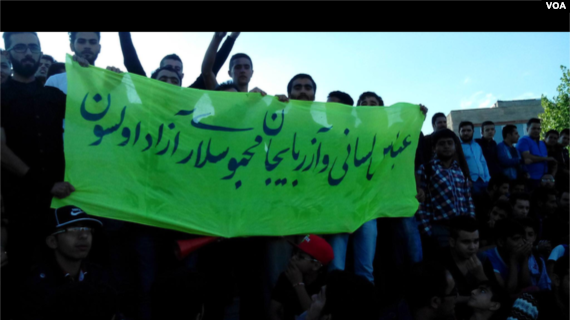
Болельщики команды «Шахрдари» 2015 год.

В марте 2020 года 161 национально-культурный деятеля Ирана, в том числе журналисты, поэты, исследователи, писатели и гражданские активисты, написали письмо главе судебной системы Ирана Ибрагиму Раиси, требуя освободить политических заключенных из-за угрозы коронавируса. В этой петиции были упомянуты имена 28 южноазербайджанских политзаключенных, в том числе и Аббаса Лисани.
В июне 2020 года правозащитная организация United For Iran, базирующаяся в США, начала кампанию по сбору подписей за освобождение Аббаса Лисани.
В декабре 2020 года на стенах города Ардебиль были написаны лозунги, требующие освобождения политических заключенных. Они включали в себя фразы: «Мы всё ещё не знаем», «Политические заключенные спасли нас, они уже долго находятся за решеткой, не забудем про них», «Освободите заключенных», «Аббасу Лисани по-прежнему запрещены встречи и телефонные разговоры», «Здоровье наших политических заключенных — наш красный линия».
В мае 2021 года на улицах Ардебиля были написаны граффити с требованием освобождения политзаключенных. В то время, в связи с приближением выборов в Иране, южноазербайджанские национальные активисты писали такие лозунги, как «Мы голосуем за свободу политзаключенных», «Мы голосуем за Аббаса Лисани» и «Избранный представитель азербайджанского народа находится в заключении».
В августе 2021 года специальный докладчик ООН по правам человека в Иране Джавид Рахман представил Генеральной Ассамблее ООН свой очередной доклад о нарушениях прав в Иране. В представленном им 25-страничном докладе он заявил, что национальные активисты гражданского общества, такие как Аббас Лисани и Алирза Фарши, действующие в Южном Азербайджане, подверглись преследованиям, потому что они защищали права национального меньшинств.

### Книги
- Книга «Крик свободы»

### Çıxışları
- Выступление Аббаса Лисани на церемонии Саттархана в Тегеране в 2005 году.
- Аббас Лисани 2006 г. / ANS TV
- Встреча деятелей с Аббасом Лисани
- Встреча деятелей с Аббасом Лисани
- Встреча деятелей с Аббасом Лисани
- Выступление Аббаса Лисани на похоронах деятеля национальной культуры Чингиза Бахтавара, 2009 год.
- Выступление Аббаса Лисани на похоронах Адиля Иршадифара. 2009 год.
- Аббас Лисани рассказывает о волне арестов в День родного языка и политике Хасана Рухани в отношении национальных меньшинств. / Голос Америки
- Рукайя Ализаде рассказывает о состоянии своего мужа в тюрьме, 2015 год.
- Речь Аббаса Лисани на похоронах Хасана Демирджи. Тебриз, 2018.
- Фарзад Самадли: Выступление Аббаса Лисани на азербайджанском турецком языке является большим событием в иранской судебной системе. / Голос Америки
- Еще одного политического активиста приговорили к 8 годам лишения свободы / Радио «Свобода»
- Призыв Аббаса Лисани по поводу катастрофы на озере Урму, 2022 год.
- Выступление Аббаса Лисани перед пришедшими на его встречу активистами. 2023 год.
- Приветствие Аббаса Лисани после его освобождения из тюрьмы. Ардебиль, февраль 2023 г.